# Anaspis orientalis
Anaspis orientalis là một loài bọ cánh cứng trong họ Scraptiidae. Loài này được Faldermann miêu tả khoa học năm 1837.